# قانون رقابت

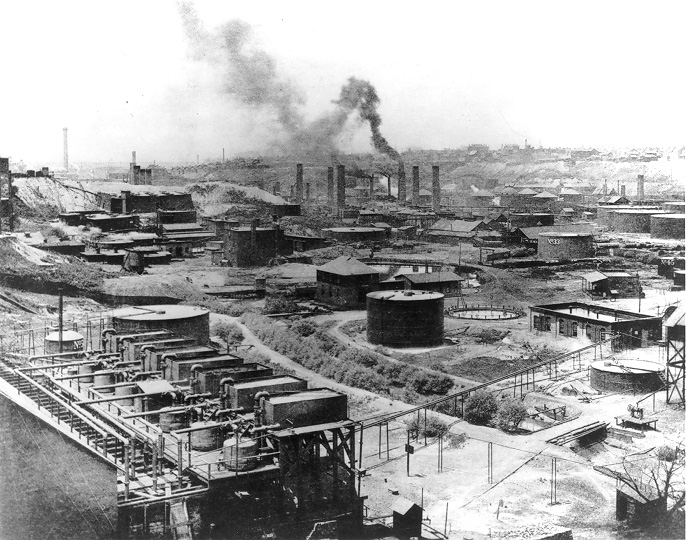
قانون رقابت

قانون رقابت قانونی است که رقابت در بازار را از طریق تنظیم عملکردهای ضد رقابتی شرکت‌ها گسترش داده یا حفظ می‌کند.
در ایالات متحده قانون رقابت قانون ضد رقابت و در چین و روسیه قانون ضد انحصار خوانده می‌شود. در سالیان گذشته این قوانین به عنوان قوانین امور تجاری در بریتانیا و استرالیا خوانده شده است.